# Christiane Weber (Architektin)
Christiane Weber (* 1973) ist eine deutsche Architektin, Kunsthistorikerin und Hochschullehrerin am Institut für Architekturgeschichte an der Universität Stuttgart.

## Forschung und Lehre
Weber studierte Architektur an der Universität Karlsruhe und der École Nationale Supérieure d’Architecture de Paris-Belleville. Parallel dazu auch Kunst- und Baugeschichte an der Universität Karlsruhe und der Université de Strasbourg.
Sie wurde im Jahr 2010 an der Technischen Universität Braunschweig zur Dr.-Ing. mit einer Arbeit über baukonstruktive Prinzipien im Leichtbau in den 1930er- und 1940er-Jahren promoviert. Sie lehrte seit 2013 an der Universität Innsbruck und wurde dort 2019 habilitiert.
Schwerpunkte Webers Forschung sind die Bautechnik- und Stadtbaugeschichte des 19. und 20. Jahrhunderts, wobei ein besonderer Fokus auf den kulturellen und technischen Wissenstransfer zwischen Frankreich und Deutschland liegt.

### Forschungsprojekte (Auswahl)
- METACULT – Kulturtransfer in Architektur und Stadtplanung. Straßburg 1830–1940 (binationales ANR-DFG-geförderts Projekt)
- affinités impériales – Straßburg/Posen und ein ungewolltes deutsches Kulturerbe in Europa (Französisch-deutsch-polnisches Forschungs- und Ausstellungsprojekt in Kooperation mit der Université de Strasbourg, der FU Berlin und der Technischen Universität Poznan) (gefördert von der Université de Strasbourg und der deutsch-polnischen Gesellschaft)
- Historische Bauforschung am Straßburger Münster (mit Ilona Dudzinski) (gefördert vom Tiroler Wissenschafts Fond)
- Das Arbeitsamt in Dessau von Walter Gropius (gefördert durch ein WTU-Programm des Landes Sachsen-Anhalt)

### Mitgliedschaften (Auswahl)
- ICOMOS Deutschland
- Deutsche Gesellschaft für Bautechnikgeschichte
- Association francophone d’histoire de la construction
- Koldewey-Gesellschaft, Vereinigung für baugeschichtliche Forschung
- do.co.mo.mo International

## Auszeichnungen (Auswahl)
- Frankreichpreis der Universität Innsbruck für die Habilitation „Wege des Wissens – Studien zum Transfer bautechnischen Fachwissens zwischen Deutschland und Frankreich“ (2019)[5]
- Feodor-Lynen-Fellowship der Alexander-von-Humboldt-Stiftung, Université de Strasbourg (2014–2015)

## Publikationen (Auswahl)
- Dissertationsschrift: Fritz Leonhardt – „Leichtbau – eine Forderung unserer Zeit. Anregungen für den Hoch- und Brückenbau“. Zur Einführung baukonstruktiver Prinzipien im Leichtbau in den 1930er- und 1940er-Jahren, Karlsruhe: KIT Scientific Publishing, Karlsruhe 2011, ISBN 978-3-86644-781-3, doi:10.5445/KSP/1000025243.
- mit Benjamin Schmid: Das Messmodell für die Alster-Schwimmhalle Hamburg - ein interdisziplinäres Zusammenwirken Stuttgarter Bauingenieure auf dem Gebiet der Modellstatik, in Sabine Kuban (Hrsg.): Materialgerecht konstruiert!?! Tagungsband der Fünften Jahrestagung der Gesellschaft für Bautechnikgeschichte, 10. bis 11. Juni 2021 / Gesellschaft für Bautechnikgeschichte, Michael Imhof Verlag, Petersberg 2023, ISBN 978-3-7319-1253-8.
- mit Hélène Antoni: La Grande Percée/Der Große Durchbruch in Straßburg. Altstadtsanierung zwischen deutschen und französischen Konzepten, in: Carmen Enss, Gerhard Vinken (Hrsg.), Produkt Altstadt. Transcript Verlag, Bielefeld 2016, S. 59–73
- Les Bains Municipaux at Strasbourg (1905–1908) – An example of cultural and technical transfer between France and Germany, in: Campbell, James W.P. et al. (ed.): Proceedings of the Second Conference of the Construction History Society, Cambridge 2015, S. 199–208.